# 新城市商業大廈

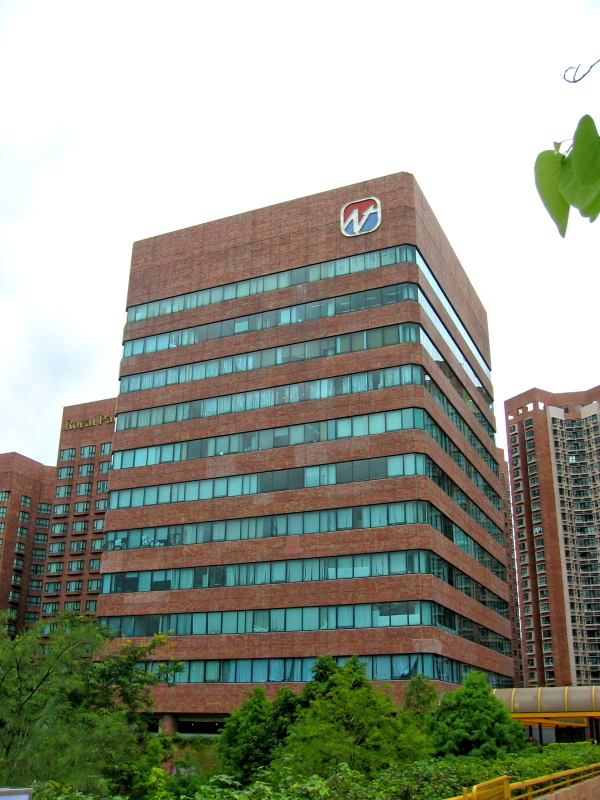
新城市商業大廈

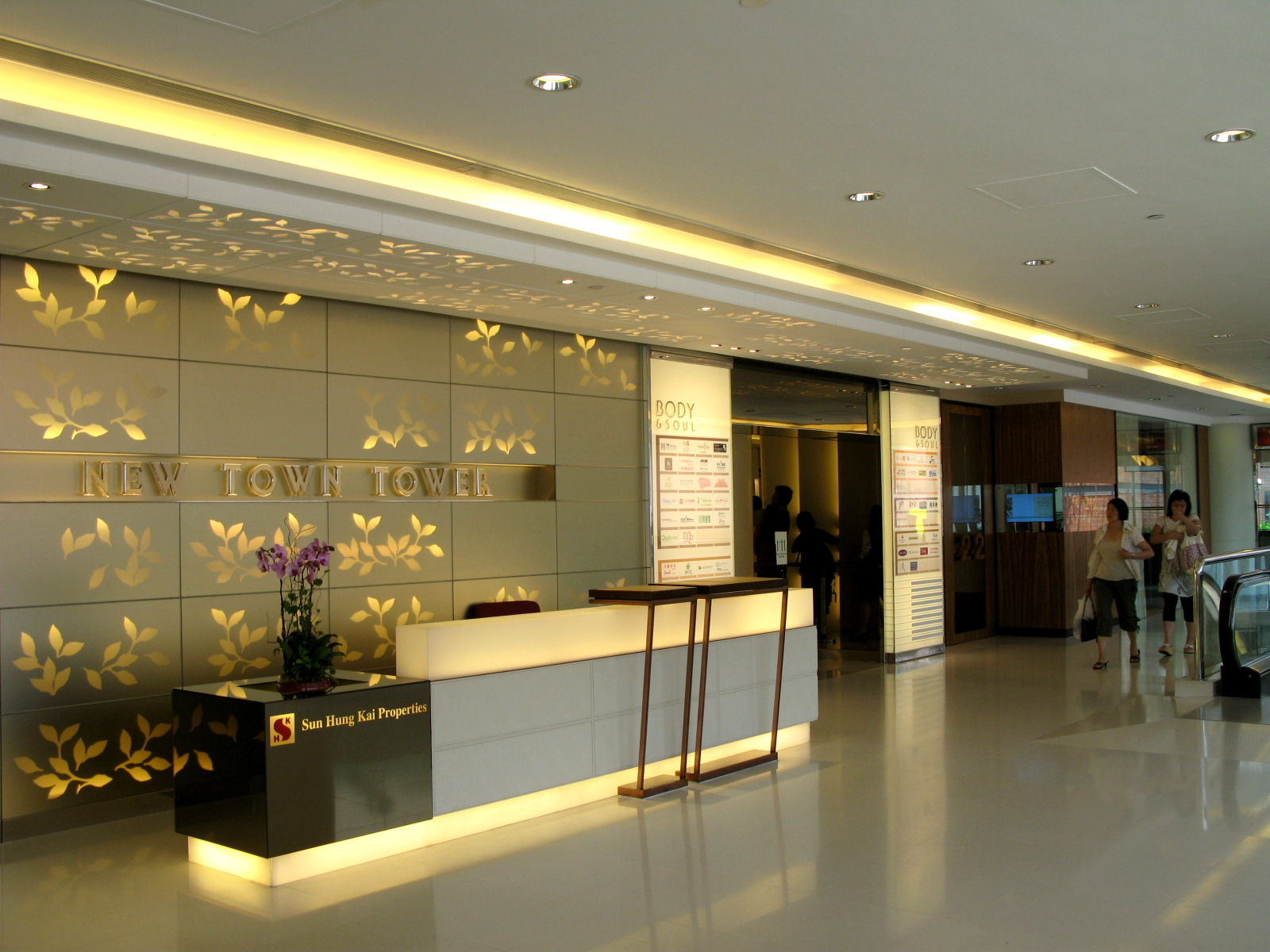
入口大堂

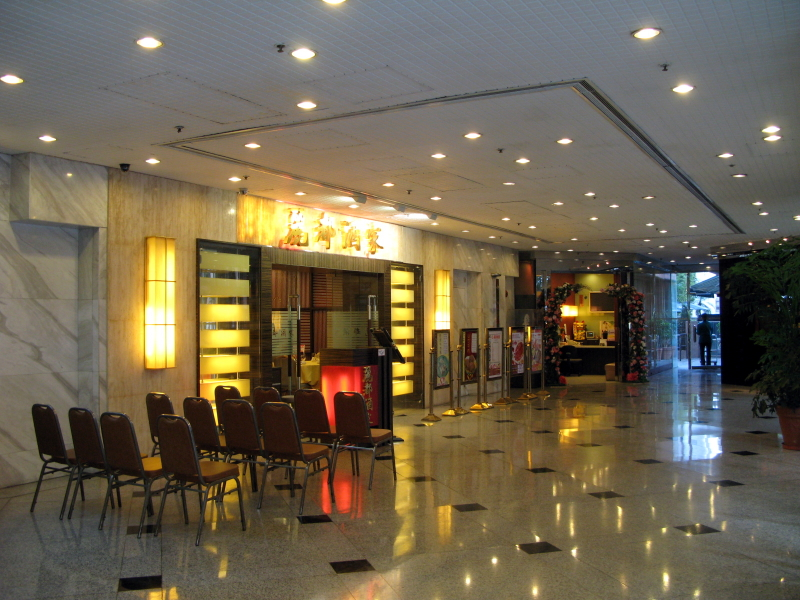
商業大廈地下設有中式酒樓，2007年12月結業後，變為中菜廳「帝玉庭」

新城市商業大廈（英語：New Town Tower）是香港的一個寫字樓項目，由新鴻基地產於1989年發展的項目，位於新界沙田白鶴汀街10-18號，鄰近新城市廣場第一期及帝都酒店，樓高12層。

## 基本資料
新城市商業大廈與帝都酒店連接一起，商業大廈每層建築面積有9,500平方呎。大廈內亦有不少租戶以健康減肥中心、補習學校及僱傭中心為主。大多因新城市廣場第一期翻新工程遷往至商業大廈內。此外，新城市廣場服務處均有在大廈內設立辦事處。商業大廈曾在2004年及2007年進行翻新工程。

## 附近設施
- 港鐵沙田站
- 沙田大會堂
- 沙田公共圖書館
- 沙田公園
- 沙田婚姻註冊處
- 沙田政府合署
- 沙田街市
- 帝都酒店
- 香港文化博物館
- 萬佛寺